# Actinote marthae
Actinote marthae är en fjärilsart som beskrevs av Jordan 1910. Actinote marthae ingår i släktet Actinote och familjen praktfjärilar. Inga underarter finns listade i Catalogue of Life.